# Nicetas Esclero

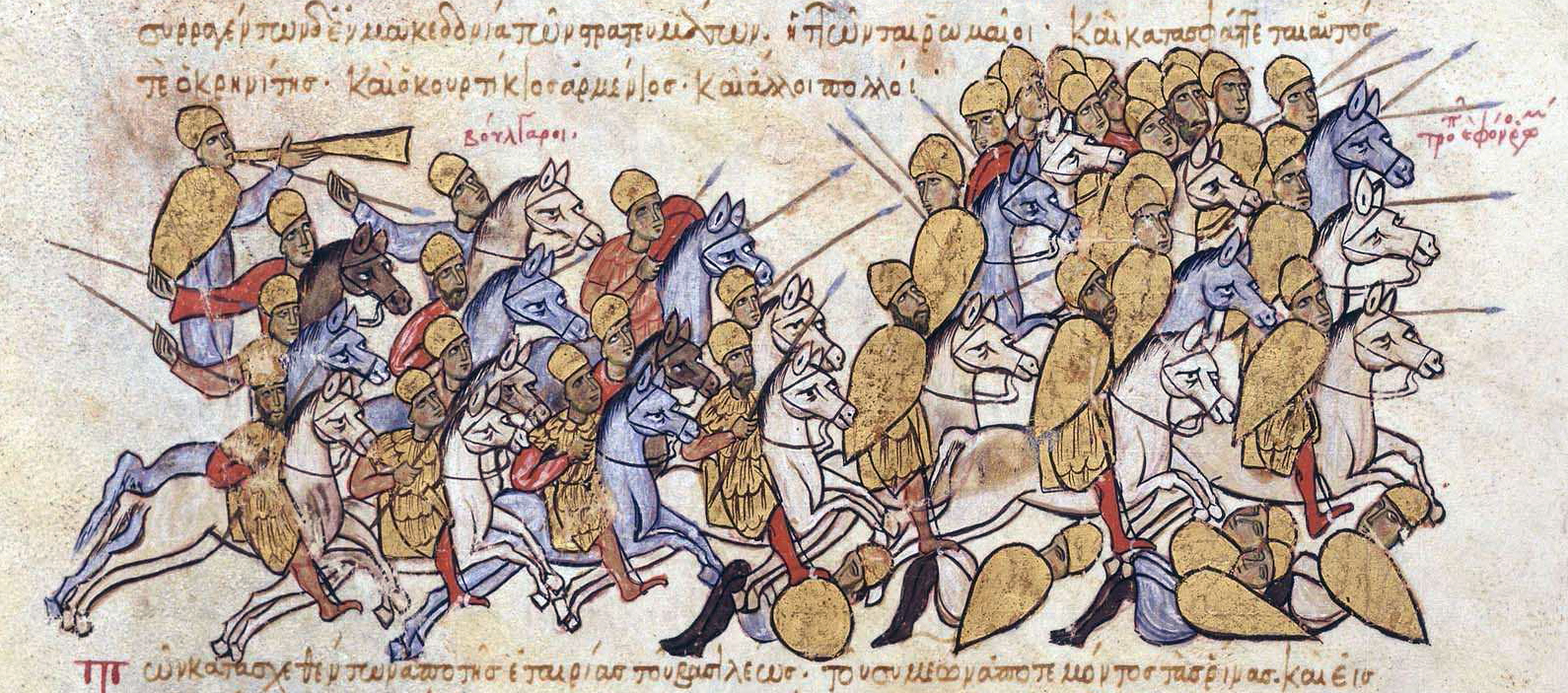
Búlgaros derrotam os bizantinos sob Crenita e Curtício
Iluminura no Escilitzes de Madri

Nicetas Esclero (em grego medieval: Νικήτας Σκληρός; romaniz.: Nikétas Sklerós) foi um oficial bizantino do século X, ativo durante o reinado imperador Leão VI, o Sábio (r. 886–912).

## Vida
Nicetas era patrício, membro da família Esclero. Talvez almirante da frota imperial (drungário da frota), após a derrota do exército imperial num confronto contra o cã Simeão I (r. 893–927) no verão de 894, Leão VI enviou-o com alguns drómones ao Danúbio para negociar com os magiares (chamados turcos nas fontes bizantinas) e conseguir a ajuda deles contra os búlgaros por meio de ricos presentes. Após Nicetas convencê-los a ajudar, retornou a Constantinopla com alguns reféns magiares.